# Saint-Anthème

Saint-Anthème este o comună în departamentul Puy-de-Dôme, Franța. În 1 ianuarie 2022 avea o populație de 708 de locuitori.